# Jaskinie Gcwihaba
Jaskinie Gcwihaba – kompleks jaskiń znajdujący się w kotlinie Kalahari w północno-zachodniej Botswanie, w Dystrykcie North-West, niedaleko granicy z Namibią. Od 2010 roku figuruje na botswańskiej liście informacyjnej – liście obiektów rozważanych do zgłoszenia na listę światowego dziedzictwa UNESCO. Kryteria, na podstawie których jaskinie mogą zostać wpisane na listę, to kryteria przyrodnicze VII i VIII.

## Lokalizacja
Kompleks jaskiń o wspólnej nazwie Gcwihaba znajduje się w odległej, północno-zachodniej części Botswany, w obrębie trzech powiązanych ze sobą grup wzgórz dolomitowych kontrastujących z otaczającym je równinnym i piaszczystym terenem Kalahari. W pobliżu granicy z Namibią, na północ od wioski Xaxa, rozciągają się Wzgórza Aha, w położonej około 35 km na wschód dolinie Gcwihaba znajduje się zespół sześciu nisko położonych wzgórz dolomitowych, zaś 19 km na południowy zachód od doliny Gcwihaba leżą trzy Wzgórza Koanaka. Obszar, na którym występują jaskinie, wraz z otaczającymi je równinami, zajmuje powierzchnię ok. 2,5 tys. km².

## Charakterystyka
Jaskinie Gcwihaba są częścią krajobrazu i ekosystemu Kalahari co najmniej od ok. 2 mln lat, od epoki plejstocenu. Klimat tego obszaru był wówczas dużo bardziej wilgotny niż współcześnie, czego dowiodły osady odkryte podczas przeprowadzonych na terenie jaskiń badań. Część pieczar jest niewielka, inne osiągają wysokość do 10 m. Wszystkie charakteryzują się dużą różnorodnością malowniczych nacieków jaskiniowych – masywnych stalaktytów, stalagmitów i stalagnatów oraz drobnych pereł jaskiniowych i heliktytów.
W jaskiniach na Wzgórzach Koanaka odkryto najbogatsze w Botswanie i prawdopodobnie jedno z najbogatszych w całej Afryce Południowej złoże skamieniałości. Podczas badań archeologicznych odnaleziono tu m.in. narzędzia z późnej epoki kamienia, spalone skorupki jaj strusich, kości zwierzęce oraz skamieniałą czaszkę przedstawiciela naczelnych.
Główna jaskinia kompleksu nosi nazwę Drotsky’s cavern (pol. tłum. „Jaskinia Drotsky’ego”) upamiętniającą Martinusa Drotsky’ego, rolnika z Ghanzi – był on pierwszym Europejczykiem, któremu w 1934 roku przedstawiciele ludu !Kung San pokazali jaskinie.

## Flora i fauna
Na obszarze wzgórz i jaskiń Gcwihaba, ze względu na ich odizolowany charakter, wykształciła się specyficzna fauna i flora. Niektóre gatunki aloesu oraz figowiec Ficus cordata występują wyłącznie na tym terenie. Figowiec Ficus cordata wymaga stałego dostępu do wilgoci, stąd jego korzenie wnikają do wnętrza jaskiń, tworząc długie zwisające zasłony. Jest to drzewo, na którym gniazduje afrykanka niebieskorzytna (Poicephalus rueppellii), która również występuje tylko na tym obszarze Botswany. Wnętrza jaskiń zamieszkują liczne gatunki bezkręgowców oraz nietoperze (m.in. bruzdonos egipski, Macronycteris commersoni oraz Rhinolophus denti) i płomykówki, a w ich pobliżu żyją żółwie Psammobates tentorius oraz jaszczurki z rodzaju Ptenopus.

Przedstawiciele gatunków występujących na obszarze jaskiń Gcwihaba
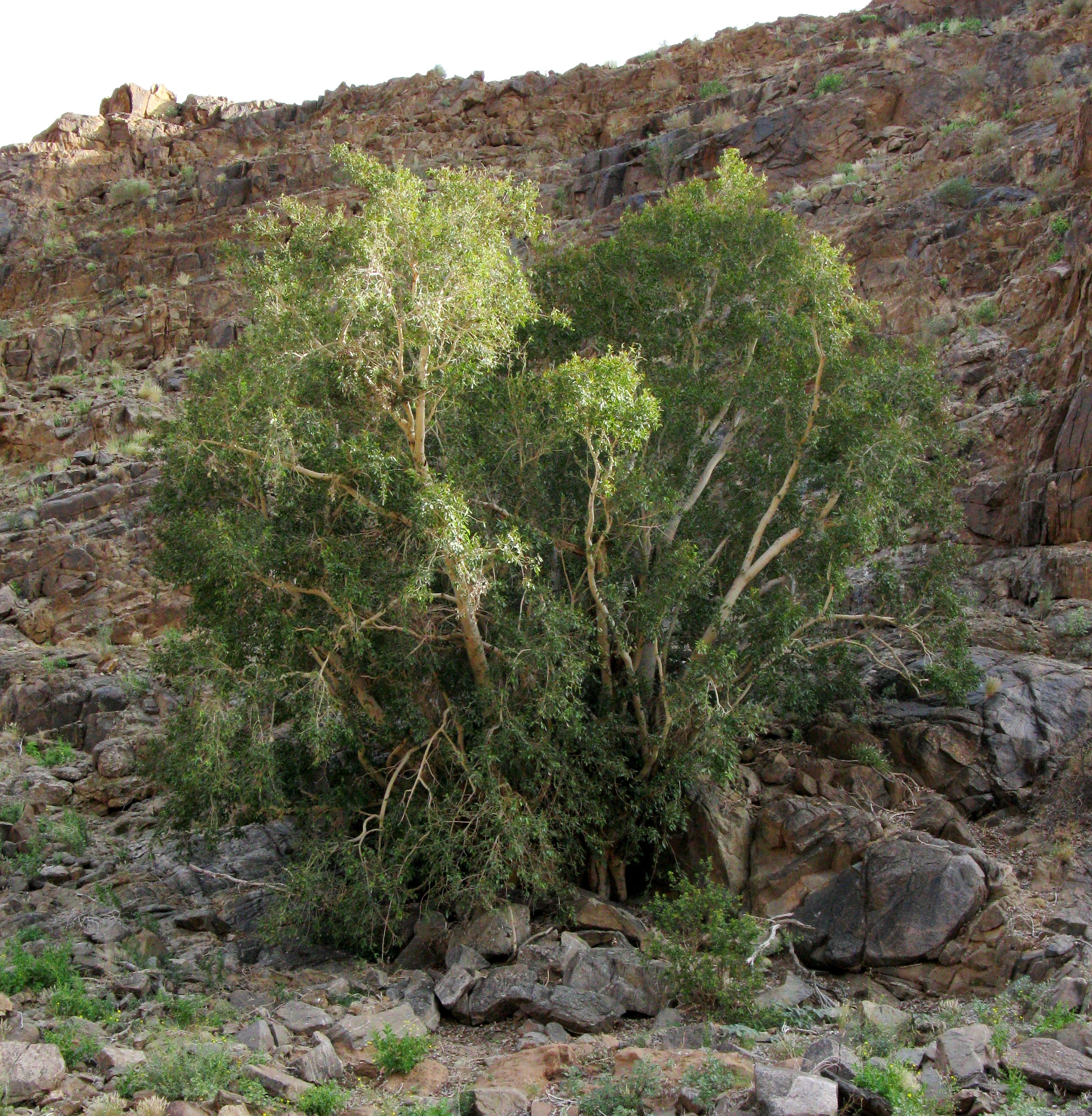
Ficus cordata w Namibii (2014)
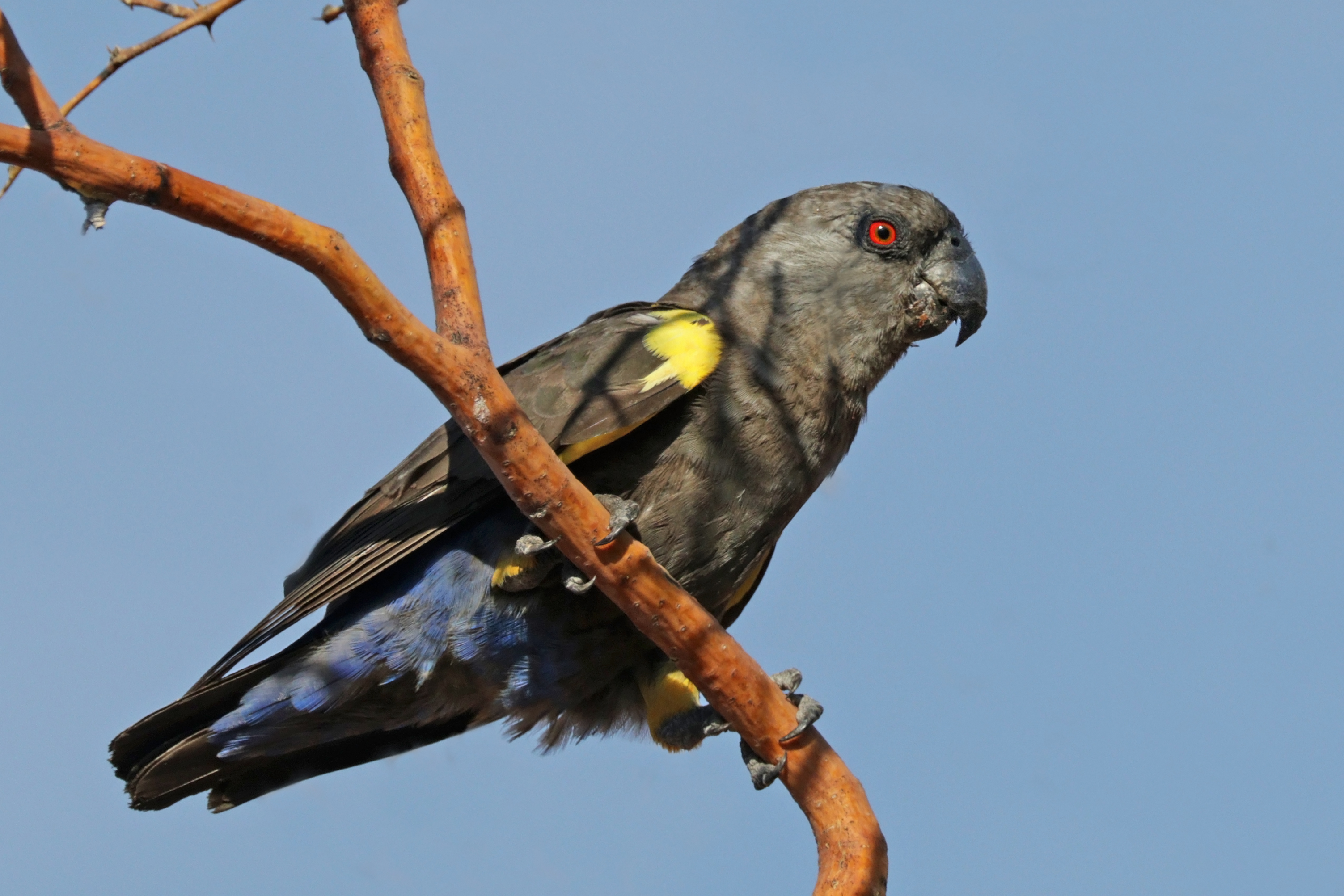
Afrykanka niebieskorzytna w Namibii (2018)
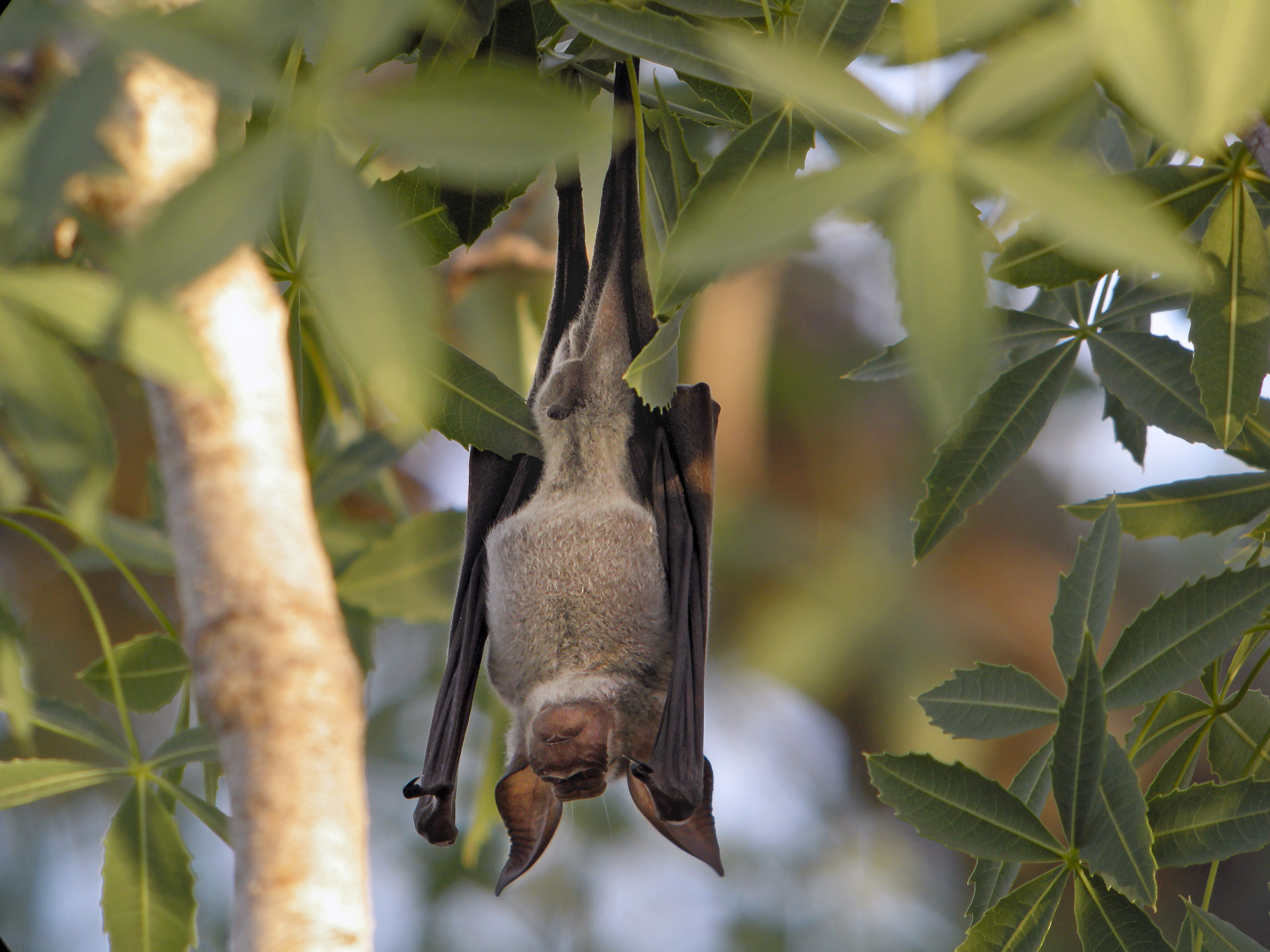
Macronycteris commersoni na Madagaskarze (2010)
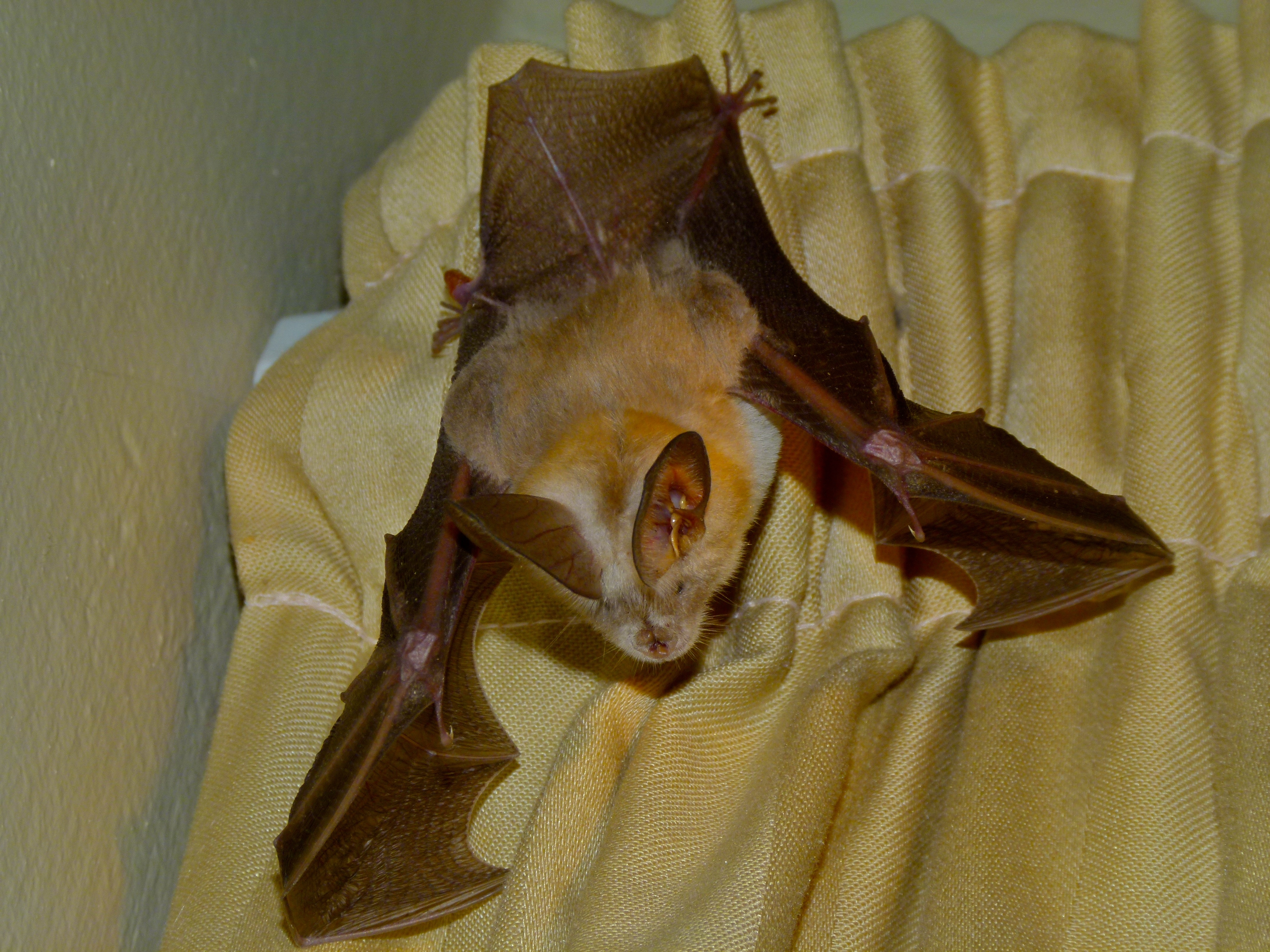
Bruzdonos egipski w Transgranicznym Parku Narodowym Kgalagadi (2012)